# باول كونروي
باول كونروي (بالإنجليزية: Paul Conroy)‏ هو لاعب كرة القدم الغالية أيرلندي، ولد في 22 مايو 1989 في غالواي في جمهورية أيرلندا.